# Гецлес
Гецлес (нім. Hetzles) — громада в Німеччині, розташована в землі Баварія. Підпорядковується адміністративному округу Верхня Франконія. Входить до складу району Форхгайм. Складова частина об'єднання громад Дорміц.
Площа — 11,74 км2. Населення становить 1357 ос. (станом на 31 грудня 2020).